# Jerzy Domaradzki
Jerzy Bronisław Domaradzki (ur. 6 stycznia 1943 we Lwowie) – reżyser i scenarzysta.

## Wykształcenie
W 1970 ukończył studia na Wydziale Nauk Społecznych Uniwersytetu Warszawskiego, a w 1974 na Wydziale Reżyserii Państwowej Wyższej Szkole Filmowej, Telewizyjnej i Teatralnej im. Leona Schillera w Łodzi.

## Filmografia
- 1971 – Przebudzenie (reżyseria)
- 1971 – Lustro (reżyseria)
- 1975 – Obrazki z życia (reżyseria)
- 1976 – Nowojorska wieża Babel (reżyseria)
- 1976 – Długa noc poślubna (reżyseria, scenariusz)
- 1977 – Zdjęcia próbne (reżyseria wraz z Agnieszką Holland i Pawłem Kędzierskim, scenariusz)
- 1978 – Bestia (reżyseria, scenariusz)
- 1980 – Laureat (reżyseria)
- 1981 – Wielki bieg (reżyseria)
- 1983 – Planeta krawiec (reżyseria, scenariusz)
- 1984 – Trzy młyny (reżyseria, scenariusz)
- 1986 – Biały smok (reżyseria)
- 1987 – Łuk Erosa (reżyseria, scenariusz)
- 1990 – Struck By Lighting (reżyseria)
- 1995 – Lilian’s Story (Historia Liliany) (reżyseria)
- 1997 – Grać do gory nogami (reżyseria)
- 2005 – Solidarność, Solidarność... (reżyseria)
- 2012 – Piąta pora roku (reżyseria)